# Kerstin Bodell
Kerstin Birgitta Bodell, född 4 januari 1944 i Solna, död 27 oktober 2006 i S:t Matteus församling, Stockholm, var en svensk radiojournalist och utrikeskorrespondent.
Kerstin Bodell började 1970 på Ekoredaktionen, Sveriges Radio. Hon blev utrikeskorrespondent i Syd- och Centralamerika 1984, först med stationering i Buenos Aires i Argentina och sedan i Managua i Nicaragua. Under en dramatisk tid i Latinamerikas historia rapporterade hon om kriget på Falklandsöarna, om den kaotiska utvecklingen i Haiti och från inbördeskrig i Centralamerika. Väl hemkommen till Sverige efter många år som Latinamerikakorrespondent fortsatte Kerstin Bodell att arbeta med utrikesjournalistik i Ekoredaktionens utrikesgrupp.
Efter att kollegorna Kerstin Bodell och Kjell Albin Abrahamson båda drabbats av sjukdom, hon av cancer och han av hjärtinfarkt, inledde de en brevväxling som sedan gavs ut i bokform.
Hon är gravsatt i minneslunden på Råcksta begravningsplats.